# Soumaila Oumarou
Soumaila Oumarou (* im 20. Jahrhundert) ist ein beninischer ehemaliger Fußballspieler. Seine Stammposition war im Tor.
Für die beninische Fußballnationalmannschaft absolvierte er mindestens eine Partie in der Qualifikation zur Fußball-WM 1994 im Heimspiel gegen Äthiopien im Stade de l’Amitié.